# Carex chiapensis
Carex chiapensis är en halvgräsart som beskrevs av Frederick Joseph Hermann. Carex chiapensis ingår i släktet starrar, och familjen halvgräs. Inga underarter finns listade i Catalogue of Life.